# Motyschyn
Motyschyn (ukrainisch Мотижин; russisch Мотыжин Motyschin, polnisch Motyżyn) ist ein Dorf im Westen der ukrainischen Oblast Kiew mit etwa 1200 Einwohnern (2001).

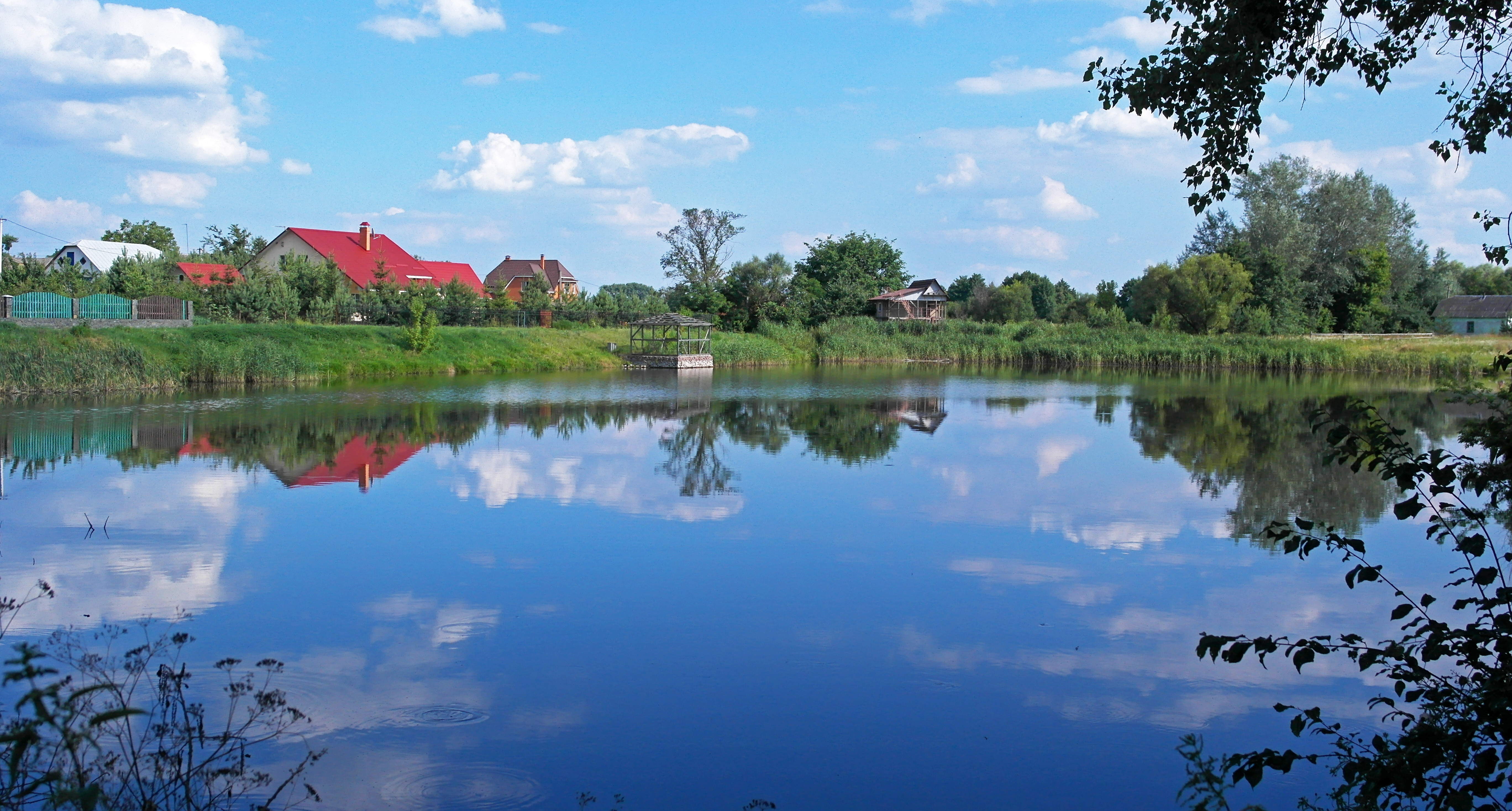
Motyschyn am Ufer der Butscha

## Geografische Lage
Die Ortschaft liegt auf einer Höhe von 184 m am Ufer der Butscha (Буча), einem 34 km langen, linken Nebenfluss des Irpin und grenzt im Norden an das Dorf Kopyliw. Motyschyn befindet sich 14 1⁄2 km südöstlich vom ehemaligen Rajonzentrum Makariw und 48 km westlich vom Oblastzentrum Kiew. Nördlich vom Dorf verläuft in 5 km Entfernung die Fernstraße M 06 / E 40.
Am 12. Juni 2020 wurde das Dorf ein Teil der neugegründeten Siedlungsgemeinde Makariw, bis dahin bildete es die gleichnamige Landratsgemeinde Motyschyn (Мотижинська сільська рада/Motyschinska silska rada) im Osten des Rajons Makariw.
Am 17. Juli 2020 kam es im Zuge einer großen Rajonsreform zum Anschluss des Rajonsgebietes an den Rajon Butscha.

## Geschichte

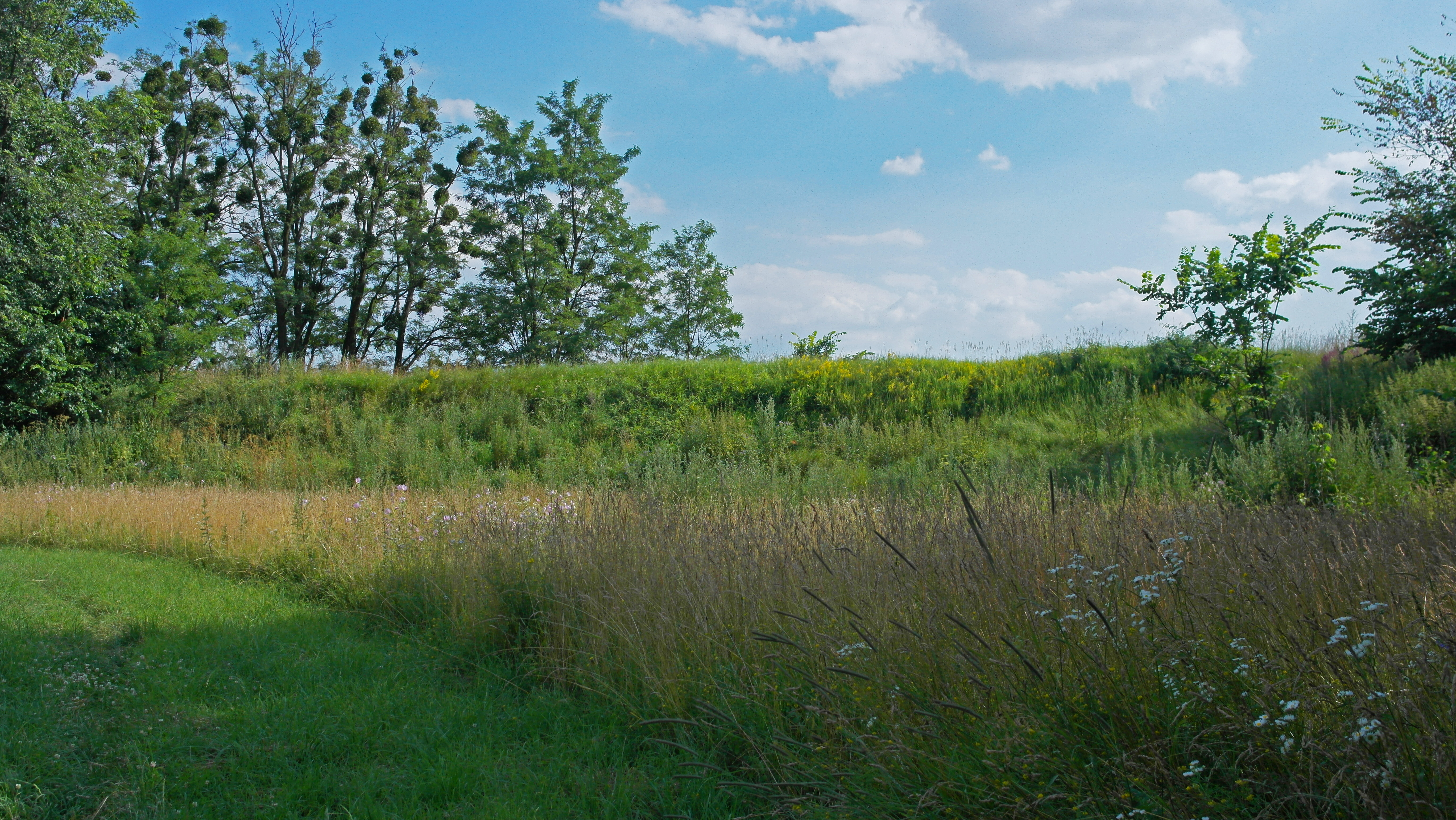
Schlangenwall bei Motyschyn

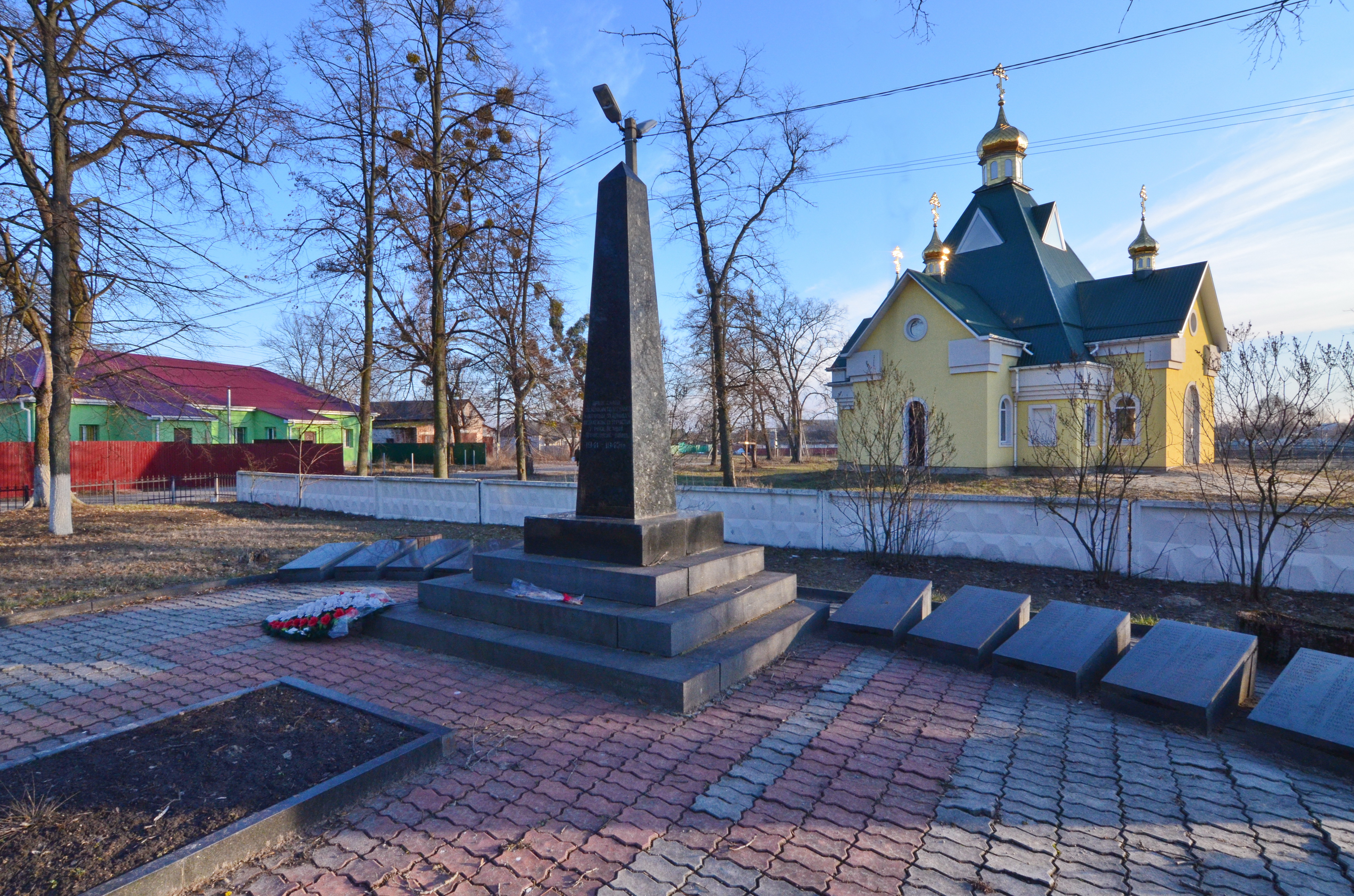
Denkmal an den Großen Vaterländischen Krieg und Dorfkirche in Motyzhyn

Im Zentrum des erstmals 1162 schriftlich erwähnten Dorfes befindet sich eine Burgruine, die gemäß Archäologen eine Festung an der Westgrenze der Kiewer Rus war. Am westlichen Stadtrand der Ortschaft befinden sich erhaltene Reste des Schlangenwalls aus dem ersten Jahrhundert vor Christus.
Anfang des 20. Jahrhunderts hatte das Dorf 521 Häuser mit insgesamt 3384 Einwohnern. 1911 fanden bei Motyschyn militärische Manöver des Kiewer Militärbezirks unter Leitung von Kaiser Nikolaus II. statt, der bei dieser Gelegenheit das Dorf besuchte.
Zu Beginn des Russischen Bürgerkriegs übernahmen im Januar 1918 die Bolschewiki die Macht in Motyschyn, wurden jedoch Ende 1918 von deutsch-ukrainischen Truppen vertrieben.
Im März richteten Vertreter der Ukrainischen Volksrepublik eine Landverwaltungskommission im Dorf ein und im April 1918 übernahm die Ukrainische Staat unter Hetman Pawlo Skoropadskyj die Macht im Dorf. Im Juni 1918 wurden Teile des Dorfes durch einen Großbrand vernichtet. Im Dezember 1918 übernahm das Direktorium der Ukrainischen Volksrepublik die Macht im Ort und viele junge Bewohner schlossen sich Symon Petljuras Truppen an. Im Februar 1919 übernahmen erneut die Bolschewiki die Herrschaft und im September 1919 marschierte die Weiße Armee unter Anton Denikin im Dorf ein. Die Bolschewiki kehrten im Dezember 1920 ein drittes Mal nach Motyschyn zurück, wurden aber im Polnisch-Sowjetischen Krieg im Mai 1920 von der Polnischen Armee vertrieben. Im Sommer 1920 wurde dann endgültig die Sowjetmacht im Dorf gegründet.
Während des Zweiten Weltkriegs war Motyschyn vom 10. Juli 1941 bis zum 7. November 1943 von der Wehrmacht besetzt. 1967 hatte das Dorf 2644 Einwohner und 1971 lebten 2582 Bewohner in Motyschyn. Seit dem Zerfall der Sowjetunion 1991 ist das Dorf Teil der unabhängigen Ukraine.
Während des russischen Überfalls auf die Ukraine 2022 wurde Motyschyn besetzt und die Bürgermeisterin Olha Suchenko (* 19. Oktober 1971–2022) zusammen mit ihrem Ehemann Ihor (1966–2022), Abgeordneter des Dorfrats von Motyschyn sowie Mitbegründer und Präsident des Motyschyner Amateurfußballvereins „Kolos“, und ihrem Sohn Oleksandr, einem Profi-Fußballer, am 23. März 2022 von den Invasoren verschleppt. Nach dem Rückzug des russischen Militärs wurden am 2. April 2022 ihre Leichen mit Folterspuren in einem Massengrab entdeckt.

## Söhne und Töchter der Ortschaft
- Roman Bessmertnyj (* 1965), Politiker